# Polgári Demokrata Párt (Csehország)
Polgári Demokrata Párt (általában Polgári Demokratikus Párt) (csehül: Občanská demokratická strana, ODS) egy liberális konzervatív cseh politikai párt Csehországban. A párt a brit Konzervatív Pártról lett mintázva.  A párt megnyerte az 1992-es csehországi parlamenti választásokat a szavazatok 29,7%-ával. A párt jelöltje volt Václav Klaus, aki 1992-1993 között Csehország miniszterelnöke volt Csehszlovákia föderatív rendszerében, majd 1993-1998 között az önálló Csehország miniszterelnöke volt.

## Ideológiája
A párt ideológiája a liberális konzervativizmus, az euroszkepticizmus, a gazdasági liberalizmus, és a polgári demokrácia. Ideológiája hasonlít a brit Konzervatív Párt által vallottakra, hiszen alapításakor is erről a pártról mintázták. Gazdasági kérdésekben adócsökkentést támogatják és a bürokratikus terhek csökkentését tartják fontos politikai célnak. A párt Václav Klaus elnöksége alatt nacionalista és neoliberális irányzatot vitt. Petr Fiala elnöksége alatt a párt visszatért a mérsékeltebb jobboldalra, és napjainkban egyértelműen nyugatpárti liberális-konzervatív pártként működik. 2021 óta vezető kormánypárt, jelenleg Csehország második legnépszerűbb pártja

## Parlamenti szerep
| Választás | Szavazatok aránya | Mandátumok száma | Mandátumok aránya | Parlamenti szerep                                 |
| --------- | ----------------- | ---------------- | ----------------- | ------------------------------------------------- |
| 1996      | 29,6%             | 68               | 34%               | Kormánypárt (Második Klaus-kormány) 1996-1998     |
| 1996      | 29,6%             | 68               | 34%               | Kormánypárt (Tošovský-kormány) 1998               |
| 1998      | 27,7%             | 63               | 31,5%             | Külső támogató (Zeman-kormány) 1998-2002          |
| 2002      | 24,7%             | 58               | 29%               | Ellenzék (Špidla-kormány) 2002-2004               |
| 2002      | 24,7%             | 58               | 29%               | Ellenzék (Gross-kormány) 2004-2005                |
| 2002      | 24,7%             | 58               | 29%               | Ellenzék (Paroubek-kormány) 2005-2006             |
| 2006      | 35,8%             | 81               | 40,5%             | Kormánypárt (Első Topolánek-kormány) 2006-2007    |
| 2006      | 35,8%             | 81               | 40,5%             | Kormánypárt (Második Topolánek-kormány) 2007-2009 |
| 2006      | 35,8%             | 81               | 40,5%             | Kormánypárt (Fischer-kormány) 2009-2010           |
| 2010      | 22,2%             | 53               | 26,5%             | Kormánypárt (Nečas-kormány) 2010-2013             |
| 2010      | 22,2%             | 53               | 26,5%             | Ellenzék (Rusnok-kormány) 2013-2014               |
| 2013      | 7,7%              | 16               | 8%                | Ellenzék (Sobotka-kormány) 2014-2017              |
| 2017      | 11,3%             | 25               | 12,5%             | Ellenzék (Első Babiš-kormány) 2017-2018           |
| 2017      | 11,3%             | 25               | 12,5%             | Ellenzék (Második Babiš-kormány) 2018-2021        |
| 2021      | 27,79%            | 34               | 17%               | Kormánypárt (Fiala-kormány) 2021-                 |